# Feldplatte
Feldplatten, auch Magnetic Dependent Resistor (MDR), sind aus Halbleitern aufgebaute Sensoren, die auf Magnetfelder durch eine Änderung des elektrischen Widerstandes reagieren, also auf einem magnetoresistiven Effekt.

## Aufbau

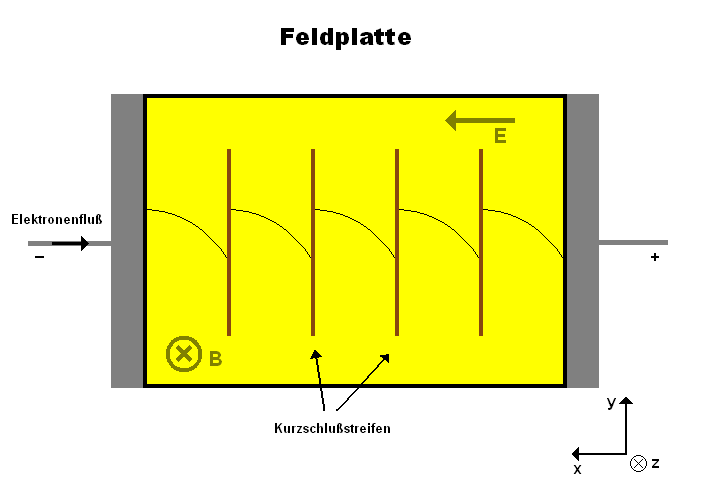
Feldplatte
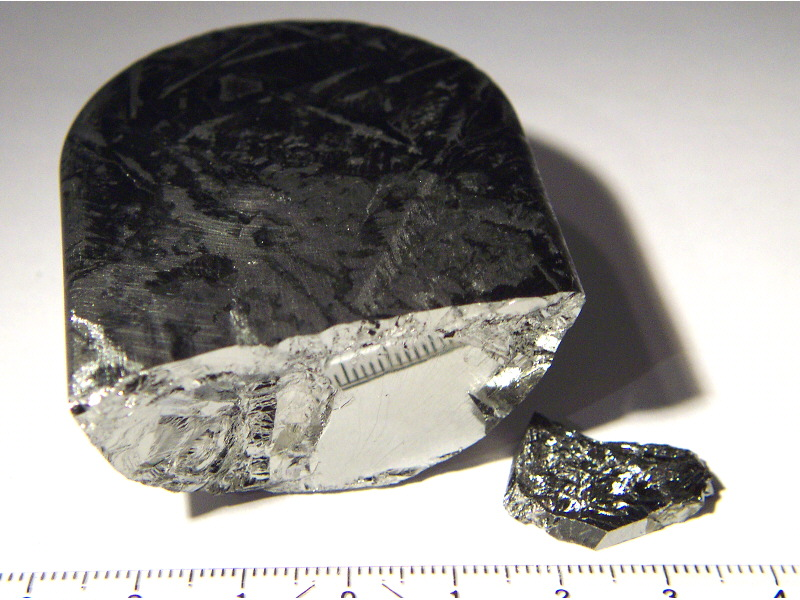
Indiumantimonid InSb, hochrein 99,9999 %
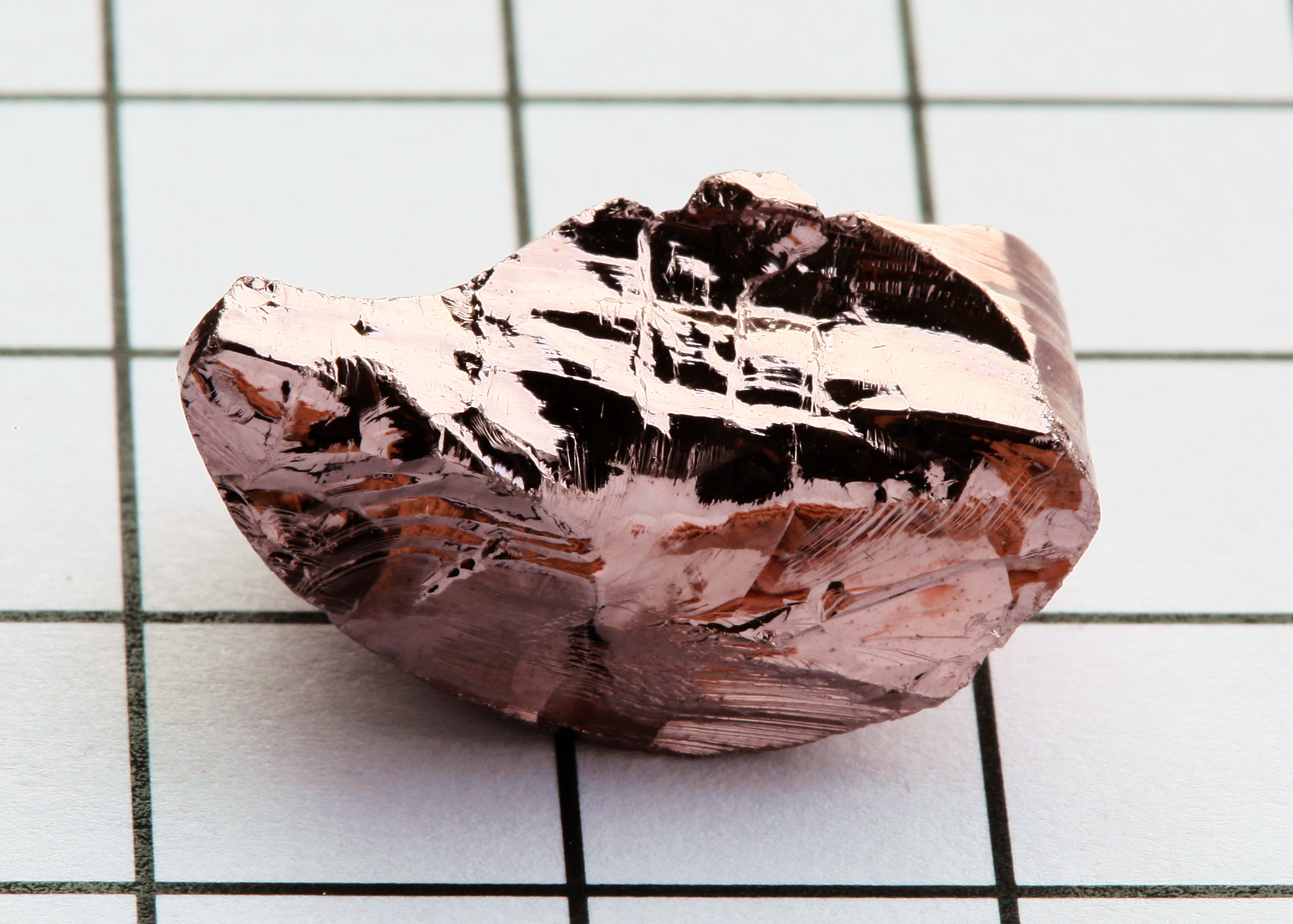
Nickelantimonid NiSb, hochrein 99,999 %

Feldplatten bestehen aus Indiumantimonid (InSb), das eine hohe Elektronenbeweglichkeit besitzt. Während der Herstellung werden in das Material Kurzschlussbrücken aus Nickelantimonid (NiSb) eingebracht. NiSb hat eine wesentlich höhere Leitfähigkeit als InSb und dient dazu, die Elektronen homogen zu verteilen, bevor sie in den nächsten Plattenabschnitt gelangen. Sie würden sich sonst auf einer Seite anlagern. 
Wenn an der Feldplatte kein Magnetfeld wirkt, so liegt ein definierter Grundwiderstand vor; die Elektronen durchqueren die Platte bei angelegter Spannung entsprechend geradlinig. Wirkt nun von außen ein Magnetfeld ein, so werden die Elektronen abgelenkt und es kommt zu einer Wegverlängerung und damit zu einer Widerstandserhöhung.
Diese Erhöhung kann als Signal genutzt werden um z. B. die Stärke des Magnetfeldes zu bestimmen, als Näherungsschalter oder – mit Polrad – als Drehzahlmesser.
Feldplatten werden zunehmend durch AMR- oder GMR-Sensoren ersetzt, da diese vor allem höhere Betriebstemperaturen und bessere Linearität aufweisen. Feldplatten sind daher kaum noch serienmäßig erhältlich und in den meisten Bauformen obsolet.

## Herleitung der Widerstandserhöhung
Die Kraft, die auf eine Ladung wirkt, wenn diese elektromagnetische Felder durchquert, ist gegeben durch die Lorentzkraft:
{\displaystyle {\vec {F}}=q\cdot \left({\vec {E}}+{\vec {v}}\times {\vec {B}}\right)}
Für Halbleiter gilt wie auch bei Metallen das ohmsche Gesetz, hier in seiner mikroskopischen Formulierung:
{\displaystyle {\vec {j}}=\sigma \cdot {\vec {E}}}
Hierbei ist {\displaystyle {\vec {j}}} die Stromdichte, {\displaystyle \sigma } die Leitfähigkeit und {\displaystyle {\vec {E}}} die elektrische Feldstärke. Hierbei ist die elektrische Feldstärke gleich der an der Feldplatte anliegenden Spannung.
Die Leitfähigkeit kann so dargestellt werden:
{\displaystyle \sigma =q\cdot n\cdot \mu =\rho \cdot \mu }
Dabei ist {\displaystyle q} die Ladung der Teilchen, {\displaystyle n} die Teilchendichte (auch Teilchenverteilung), {\displaystyle \mu } die Beweglichkeit der Teilchen und {\displaystyle \rho } ist somit die Ladungsdichte (oder Ladungsverteilung).
Dadurch wird das ohmsche Gesetz umgeformt zu:
{\displaystyle {\frac {\vec {j}}{\rho }}=\mu \cdot {\vec {E}}\quad \Rightarrow \quad {\vec {v}}=\mu \cdot {\vec {E}}\qquad ,} denn {\displaystyle {\vec {j}}:=\rho \cdot {\vec {v}}}
Das Ergebnis ist die Driftgeschwindigkeit der Teilchen.
Mit {\displaystyle {\vec {F}}=q\cdot {\vec {E}}}, die auf eine Ladung aufgrund eines Feldes wirkende Kraft, wird die Driftgeschwindigkeit umgeformt zu:
{\displaystyle {\vec {v}}=\mu \cdot {\frac {\vec {F}}{q}}}
Eigentlich ist bei Halbleitern der fließende Strom gegeben aus der Summe über Elektronenstrom und Löcherstrom. Da die Halbleiter für Feldplatten (oft InSb) nur für einen der Ladungsträger eine hohe Beweglichkeit haben, kann der jeweils andere Strom vernachlässigt werden. So hat InSb eine etwa 70 mal bessere Beweglichkeit für Elektronen:
{\displaystyle {\vec {j}}={\vec {j}}_{n}+{\vec {j}}_{p}\approx {\vec {j}}_{n}\quad ,\mu _{n}\gg \mu _{p}}
Gehen wir nun davon aus, die Platte läge in der xy-Ebene (sie ist also dünn), das E-Feld sei in Richtung der x-Achse und das B-Feld (genauer gesagt die magnetische Induktion) in Richtung der z-Achse. 
Daraus folgt für die Lorentzkraft:
{\displaystyle {\vec {F}}=q\cdot \left[{\begin{pmatrix}E_{x}\\0\\0\end{pmatrix}}+{\begin{pmatrix}v_{x}\\v_{y}\\0\end{pmatrix}}\times {\begin{pmatrix}0\\0\\B_{z}\end{pmatrix}}\right]=q\cdot {\begin{pmatrix}E+v_{y}B\\-v_{x}B\\0\end{pmatrix}}\qquad ,\vert {\vec {E}}\vert =E_{x}=E,\ \vert {\vec {B}}\vert =B_{z}=B,\ \vert {\vec {v}}\vert ={\sqrt {v_{x}^{2}+v_{y}^{2}}}}
Setzt man das in die Gleichung für die Driftgeschwindigkeit ein, so folgt:
{\displaystyle {\begin{pmatrix}v_{x}\\v_{y}\end{pmatrix}}=\mu {\begin{pmatrix}E+v_{y}B\\-v_{x}B\end{pmatrix}}\quad \Rightarrow \quad v_{x}=\mu E-v_{x}\mu ^{2}B^{2}\quad \Leftrightarrow \quad v_{x}={\frac {\mu E}{1+\left(\mu B\right)^{2}}}}
Der Widerstand der Platte hängt sicherlich nur von dem Strom in Richtung des E-Feldes ab ({\displaystyle j_{x}=\rho v_{x}}), daher ist auch nur die Geschwindigkeit in dieser Richtung interessant. 
Diese nimmt bei steigendem B-Feld ab, wie man sieht. 
Wird die Geschwindigkeit der Ladungsträger verkleinert, so muss sich der Stromfluss verkleinern:
{\displaystyle v_{x}\rightarrow {\frac {v_{x}}{\alpha }}\quad \Rightarrow \quad j_{x}\rightarrow {\frac {j_{x}}{\alpha }}\quad \Rightarrow \quad \sigma \rightarrow {\frac {\sigma }{\alpha }}\qquad ,{\vec {j}}=\rho \cdot {\vec {v}},\quad {\vec {j}}=\sigma \cdot {\vec {E}}}
Verkleinert sich der Stromfluss, so muss sich bei gleich gebliebenem E-Feld (Spannung) die Leitfähigkeit verkleinert haben.
Da der Widerstand inverse Leitfähigkeit ist, steigt bei kleinerer Leitfähigkeit der Widerstand:
{\displaystyle \sigma \rightarrow {\frac {\sigma }{\alpha }}\quad \Rightarrow \quad R\rightarrow R\alpha \qquad ,R=\sigma ^{-1}}
Das heißt, der Widerstand der Feldplatte vergrößert sich bei steigendem B-Feld folgendermaßen:
{\displaystyle R(B)=R_{0}\left(1+\left(\mu B\right)^{2}\right)}